# Automatikk

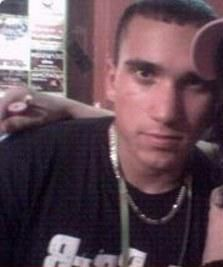
Rokko81

Automatikk ist ein deutsches Rap-Duo türkischer Herkunft aus Nürnberg, das aus den Brüdern Rokko81 (bürgerlich Ayhan Gökgöz) und Atillah78 (bürgerlich Gökhan Gökgöz) besteht.

## Geschichte
Beide Rapper waren Mitglieder der Gruppierung „Nu Breed“. Die beiden Brüder formierten sich nach der Auflösung von Nu Breed als „Automatikk“ neu. Sie rappten 2002 auf ihrem Debütalbum Klick Klack in einer Mischung aus deutsch- und englischsprachigen Texten.
2004 folgte das Album Wir Fikken Alles, das in deutscher Sprache aufgenommen wurde. Automatikk wurde vor allem durch Features mit Sido, MC Basstard, B-Tight, King Orgasmus One, Bass Sultan Hengzt, MC Bogy, Fler, Kaisa und Massiv bekannt.
Ihr Bekanntheitsgrad wurde durch den Beef mit Bushido zusätzlich gesteigert.
Nach Einsendung einer Demo und Besuch beim Label Amstaff in Berlin, wurden sie dort unter Vertrag genommen. Ihre erste Veröffentlichung bei Amstaff war das Mixtape Des Killatape Vol. 1. Als Deutschrap-Album wurde es 2005 von der Bundesprüfstelle für jugendgefährdende Medien in Teil B der Liste der jugendgefährdenden Medien genommen.
2006 erschien das Album Wir fi**en immer noch alles ebenfalls über Amstaff. 2007 erschien das Killatape Vol. 2. Das Mixtape enthält 23 Songs, auf denen unter anderem die Musiker Smoky, Bass Sultan Hengzt, Sahira, MOK, Sido, Aci Krank, B-Tight, Godsilla und Alpa Gun Gastbeiträge beisteuerten.
2008 bis 2012 erschienen drei weitere Alben, danach gaben sie das Ende der Zusammenarbeit mit dem Label Amstaff bekannt.
2014 wurde das bisher letzte Album Jenseits von Eden 2 released, mit Features von Jasko, Eko Fresh, Kurdo, Massiv und Celo & Abdi.
Rokko brachte 2016 zusammen mit dem Sänger Akez unter dem Namen „Rokkez“ ein Rap/Gesangs-Album heraus.

## Diskografie

### Alben
- 2002: Klick Klack
- 2004: Wir fikken alles
- 2006: Wir fi**en immer noch alles (indiziert seit 31. Oktober 2006 auf Liste A)
- 2008: Jenseits von Eden
- 2009: Illegal
- 2012: Vermächtnis
- 2014: Jenseits von Eden 2

### Mixtapes
- 2005: Des Killatape Vol. 1 (indiziert seit 31. Dezember 2005 auf Liste B)
- 2007: Killatape 2

### Videoalben
- 2006: Berlin bleibt hart Tour DVD

### Sonstiges
- 2005: Kein Mann (Titel gegen Bushido)
- 2006: Bis(s) in den Tod (Juice-Exclusive auf Juice-CD #61)
- 2007: Bis die Straße brennt (Titel gegen Bushido)
- 2008: Blut, Schweiß & Tränen! (Freetrack)
- 2008: Überdosis (Freetrack)
- 2008: Strassenhymne (Juice-Exclusive auf Juice-CD #85)
- 2010: Suchen und Zerstören (feat. Veritas, Rasheed & Betonuzi) (Freetrack)
- 2010: Halt die Fresse 3 Allstars (feat. Harris, Manuellsen, Haftbefehl, Silla, Animus, Alpa Gun, Sinan-G, Massiv u. a.) (Freetrack)